# Aurseulles
Aurseulles é uma comuna francesa na região administrativa da Normandia, no departamento de Calvados. Estende-se por uma área de 46,00 km². Em 2010 a comuna tinha 1 945 habitantes (densidade: 42,3 hab./km²).
A municipalidade foi estabelecida em 1 de janeiro de 2017 e consiste na fusão das antigas comunas de Anctoville, Longraye, Saint-Germain-d'Ectot e Torteval-Quesnay. A comuna tem sua prefeitura em Anctoville.